# Elmar Reinders
Elmar Reinders (Emmen, 14 maart 1992) is een Nederlands wielrenner die sinds 2022 rijdt voor de Australische wielerploeg Team Jayco AlUla. 

## Carrière
Reinders was als jeugdrenner ook actief als veldrijder. Op het NK 2008 voor nieuwelingen werd hij derde. Dit achter Danny van Poppel en Mike Teunissen. In de zomer van dat jaar won Reinders ook het NK tijdrijden op de weg. Als junior won hij in 2009 ook twee etappes in de Sint-Martinusprijs Kontich, in het eindklassement eindigde hij tevens als tweede. In 2011 maakte hij de overstap naar de beloften, en dit in voor het team van Metec-TKH. In 2014 ruilde hij het team voor het Cyclingteam Jo Piels. Dit was ook zijn laatste jaar als belofte. Hij won dat seizoen een rit in de Ronde van Berlijn, in het eindklassement werd hij tweede achter ploegmaat Jochem Hoekstra.
In 2015 volgde zijn doorbraak. In februari wist hij de openingswedstrijd van het Nederlandse wielerseizoen, de Ster van Zwolle, te winnen. Na het winnen van diverse andere koersen op continentaal niveau, waaronder 2x de PWZ Zuidenveldtour, tekende hij in 2022 tijdens de zomer een contract met onmiddellijke ingang bij Team BikeExchange - Jayco (Het huidige Team Jayco AlUla. Kort voor deze overstap reed hij ook het EK op de weg in München, gewonnen door zijn landgenoot Fabio Jakobsen. Hij finishte zelf als 118e, op 6'38''. In 2023 reed hij de Ronde van Vlaanderen uit en zat 124 kilometer in de kopgroep. Hij finishte als 46e. Ook reed hij Parijs-Roubaix uit als 75e. Zijn ploeg selecteerde hem voor de Ronde van Frankrijk 2023 waar hij uiteindelijk als 141e eindigde in het eindklassement. Een jaar later reed Reinders de Ronde van Frankrijk niet uit. Hij verliet de wedstrijd wegens de geboorte van zijn eerste kind.

## Palmares

### Overwinningen
2008
 Nederlands kampioen tijdrijden, Nieuwelingen
2009
Proloog en 2e etappe deel B Sint-Martinusprijs Kontich
2014
2e etappe Olympia's Tour (ploegentijdrit)
2015
Ster van Zwolle
1e etappe Olympia's Tour (ploegentijdrit)
2016
PWZ Zuidenveldtour
2018
Strijdlustklassement BinckBank Tour
2019
Bergklassement Ronde van Noorwegen
2021
Skive-Løbet
PWZ Zuidenveldtour
4e etappe Ronde van Bretagne
2022
Visit Friesland Elfsteden Race
3e etappe Olympia's Tour
Puntenklassement Olympia's Tour
1e etappe Circuit des Ardennes
Arno Wallaard Memorial
5e etappe Ronde van Bretagne
Puntenklassement Ronde van Bretagne

## Resultaten in voornaamste wedstrijden
| Jaar | Ronde van Italië | Ronde van Frankrijk | Ronde van Spanje |
| ---- | ---------------- | ------------------- | ---------------- |
| 2017 |                  |                     |                  |
| 2018 |                  |                     |                  |
| 2019 |                  |                     |                  |
| 2020 |                  |                     |                  |
| 2021 |                  |                     |                  |
| 2022 |                  |                     |                  |
| 2023 |                  | 141e                |                  |
| 2024 |                  | opgave              |                  |
| 2025 |                  | 140e                |                  |

| Jaar | Gent-Wevelgem | Ronde van Vlaanderen | Parijs-Roubaix | Amstel Gold Race | E3 Saxo Classic | Parijs-Tours |
| ---- | ------------- | -------------------- | -------------- | ---------------- | --------------- | ------------ |
| 2017 | 60e           | opgave               | opgave         |                  | 82e             | 32e          |
| 2018 |               |                      |                | opgave           |                 | opgave       |
| 2019 |               |                      |                |                  |                 |              |
| 2020 |               |                      |                |                  |                 | 51e          |
| 2021 |               |                      |                |                  |                 |              |
| 2022 |               |                      |                |                  |                 |              |
| 2023 | 63e           | 46e                  | 75e            |                  | 95e             |              |
| 2024 | opgave        | opgave               | opgave         |                  | 104e            |              |
| 2025 | opgave        | 104e                 | opgave         |                  |                 |              |

## Ploegen
- 2012 –  Metec Continental Cyclingteam
- 2013 –  Metec-TKH Continental Cyclingteam
- 2014 –  Cyclingteam Jo Piels
- 2015 –  Cyclingteam Jo Piels
- 2016 –  Cyclingteam Jo Piels
- 2017 –  Roompot-Nederlandse Loterij
- 2018 –  Roompot-Nederlandse Loterij
- 2019 –  Roompot-Charles
- 2020 –  Riwal Readynez Cycling Team
- 2020 –  Riwal Securitas Cycling Team
- 2021 –  Riwal Cycling Team
- 2022 –  Riwal Cycling Team (tot 22 augustus)
- 2022 –  Team BikeExchange Jayco (vanaf 23 augustus)
- 2023 –  Team BikeExchange-Jayco
- 2024 –  Team Jayco AlUla
- 2025 –  Team Jayco AlUla

Ariesen · Asselman · Budding · van Empel · van Ginneken · van Goethem · van der Hoorn · Kreder · Ligthart · van der Lijke · Looij · Meijers · Mouris · Reinders · Riesebeek · Tusveld · Vermeltfoort · de Vries · Weening
Ariesen · Asselman · Budding · van Empel · Gerts · van Ginneken · van Goethem · de Greef · van der Hoorn · Ligthart · van der Lijke · Meijers · Reinders · Riesebeek · van Schip · Vermeltfoort · Weening · Wippert
Asselman · Boom · De Bie · De Witte · Duijn · M. Lammertink · Leysen · Livyns · Reinders · Riesebeek · Steels · Timmermans · Van Ginneken · Van der Lijke · Van Poppel · van Schip · Van Staeyen · Weening
Balmer · Bauer · Bewley · Colleoni · Craddock · Durbridge · Edmondson · Grmay · Groenewegen · Groves · Hamilton · Hepburn · Howson · Jansen · Juul-Jensen · Kangert · Konysjev  · Maas · Matthews · Meyer · Mezgec · O'Brien · Peña · Reinders (vanaf 23/8) · Schultz · Scotson · Smith · Sobrero · Stewart · Yates · Bogusławski (stagiair) · De Pretto (stagiair) · Foldager (stagiair)
Balmer · Berhe · Colleoni · Craddock · De Marchi · Dunbar · Durbridge · Engelhardt · Grmay · Groenewegen · Hamilton · Harper · Hepburn · Jansen · Juul-Jensen · Maas · Matthews · Mezgec · O'Brien · Peña · Porter · Pöstlberger · Quick · Reinders · Scotson · Sobrero · Stewart · Štybar · Yates · Zana · Jørgensen (stagiair) · McKenzie (stagiair)
Berhe · Craddock · De Marchi · De Pretto · Dunbar · Durbridge · Engelhardt · Ewan · Foldager · Groenewegen · Hamilton · Harper · Hepburn · Jansen · Juul-Jensen · Maas · Matthews · Mezgec · O'Brien · Peña · Plapp · Porter · Quick · Reinders · Schmid · Scotson · Stewart · Walscheid · Yates · Zana